# روجر دبليو. كاتلر جونيور
روجر دبليو. كاتلر جونيور (بالإنجليزية: Roger Wilson Cutler Jr.)‏ هو مجدف أمريكي، ولد في 13 يناير 1916 في بوسطن في الولايات المتحدة، وتوفي في 31 مايو 1986 في نيدهام في الولايات المتحدة.

## وصلات خارجية
- روجر دبليو. كاتلر جونيور على موقع الاتحاد الدولي للتجديف (الإنجليزية)
- روجر دبليو. كاتلر جونيور على موقع أوليمبيديا (الإنجليزية)